# Hällsö

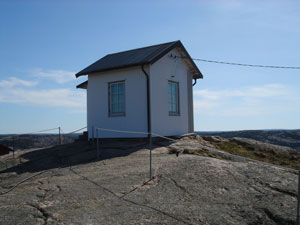
Hällsös lotsutkik

Hällsö är en ö i Tanums kommun, i Bohuslän och Västra Götalands län.
Ön ligger väster om Havstenssund. Avståndet från fastlandet till ön är, där sundet är som smalast, knappt 40 meter. 
Öns befolkning har livnärt sig på fiske och sjöfart. På Hällsö har funnits en lotsstation med lotsutkik. Lotsstationen lades ner år 1960. Lotsutkiken finns kvar vid sundet mot Havstenssund, Sunnegabet.
De flesta av öns omkring 20 gamla fastigheter används numera som fritidshus. 1980 fanns omkring 12 bofasta, 2012 fanns två bofasta kvar på ön.
Större delen av ön ingår i Hällsö naturreservat.